# Pesenka o medvedyakh
Pesenka o medvedyakh (rus: Песенка о медведях:, "Una cançoneta sobre ossos") és una cançó escrita per Leonid Derbenyov i composta per Aleksandr Zatsepin per al film soviètic del 1966 "Segrest, estil caucàsic". La cançó és cantada per l'actriu principal (Natalya Varley) i interpretada per la cantant Aida Viedixieva.
A Rússia, "Pesenka o medvedyakh" és considerada una de les cançons més populars del segle xx.
La cançó explica que la rotació de la Terra està motivada per ossos (presumptament polars) que freguen les seves esquenes contra el seu eix. I que els ossos treballen molt ràpid per tal d'ajudar a que futurs amants es coneguin més aviat.